# Палац дожів (Генуя)
Палац Дожів (італ. Palazzo Ducale) — історична будівля в Генуї, Лігурія, північна Італія.
В минулому резиденція дожів Генуї, зараз будівля є музеєм і центром культурних подій і художніх виставок. Палац розташований у самому центрі міста з двома різними входами та фасадами, головним з яких є площа Джакомо Маттеотті, а другий — площа Феррарі.

## Історія
До другої половини XIII століття уряд Генуї, на той час організований відповідно як «Compagna Communis» (офіційна назва республіки того часу), не мав власної резиденції, але офіційні лідери держави — капітано-дель-пополо, подеста, абаті-дель-пополо тощо розміщувалися всередині єпископських або приватних резиденцій. Однією з причин цього браку було те, що політична й економічна влада була зосереджена в руках невеликих сімейних груп, зацікавлених більше в суті, ніж у зовнішньому вияві цієї влади.
Перша генуезька «ратуша» з'явилась з будівництвом Палаццо Сан-Джорджо, який заклав близько 1260 року тодішній капітано-дель-пополо Гульєльмо Бокканегра, але вже незабаром він став замалим і після видатних перемог над Пізою (у 1284 році в битві біля Мелорії) та проти Венеції (у 1298 році в битві біля Курцоли) виникла потреба у більшій та престижнішій штаб-квартирі, яка також могла б представляти могутність міста з архітектурної точки зору.
До 1291 року найвищі чиновники та інші представники муніципалітету не мали власної штаб-квартири, а розміщувалися в палаці архієпископа або в сусідніх приватних будинках, що належали родинам Доріа та Фієскі. У 1291 році тодішні капітано-дель-пополо Коррадо Доріа та Оберто Спінола купили будівлі, що належали родині Доріа, а через три роки також був придбаний прилеглий палац Альберто Фіескі, обладнаний вежею, пізніше названою «Грімальдіна», яка з 1272 року в результаті вигнання Фієскі з міста вже використовувалася як місце перебування капітано-дель-пополо. Злиття призвело до будівництва палацу абатів.
Палац, який з призначенням у 1339 році першого генуезького дожа Симоне Бокканегра отримав назву «Палаццо дукале», починаючи з другої половини XIV століття зазнав серії перетворень за вказівкою дожа Антоніотто Адорно. Будівля була розширена шляхом додавання нових будівель на сході, щоб сформувати щось на кшталт «С» навколо сьогоднішньої площі Умберто I, і на півночі, щоб зайняти простір, що відповідає поточній центральній частині палацу. Втручання, яких хотів Адорно, не змінили головного доступу до будівлі, який продовжував розміщуватись на вулиці Томмазо Реджо.
Нова важлива трансформація відбулася в середині наступного століття з будівництвом так званого «enceinte», будівлі, призначеної для розміщення гарнізону, яка з'єднувала східне та західне крила площі Умберто I, фактично перетворюючи площу на внутрішній укріплений двір і зробила палац свого роду цитаделлю влади, ізольованою від решти міста. Точна дата будівництва куртини невідома, але призначення «капітана палацових воріт» у 1470 році свідчить про те, що на той час її будівництво було закінчено. З будівництвом нового крила доступ з вулиці Томмазо Реджо був закритий, а новий вхід було розміщено в центрі нової будівлі.
У XVI столітті реформи, які ініціював Андреа Доріа, змінили політичну структуру міста, яким тоді керувала Велика рада з чотирьохсот сенаторів і Мала рада, а дож більше не обирався довічно, а залишався на посаді протягом лише двох років. Бажання мати місце, яке відображало б престиж та ієрархічну організацію догату, а також потреба у фортеці, яка б убезпечила уряд від інтриг і державних переворотів, змусили сенат довірити в 1591 році архітектору Андреа Церезола, відомий як «il Vannone», завдання повної реконструкції будівлі.
Нові важливі роботи з перетворення відбулися в 1778 році після сильної пожежі, яка знищила значну частину центрального корпусу будівлі 3 листопада 1777 року, з яких вдалося врятувати лише атріум на першому поверсі та сходи, що вели до нього. Швидко було оголошено конкурс на реконструкцію, до участі в якому були запрошені Джакомо Марія Гаджіні, Грегоріо Петонді та Емануеле Андреа Тальяфічі, одні з найвідоміших архітекторів Генуї тих років. Однак конкурс виграв архітектор Сімоне Кантоні, який задумав мармуровий фасад, який є одним із перших прикладів неокласичного стилю в Генуї. Роботи з реконструкції проходили між 1778 і 1783 роками під керівництвом Гаетано Кантоні та, окрім фасаду, включали неокласичну реконструкцію залів Великої та Малої ради, дерев'яні дахи яких постраждали від пожежі. Нові дахи були зроблені з цегли, щоб захистити їх від нових пожеж.
У 1815 році приєднання Генуї та Лігурії до Королівства Сардинія означало кінець Генуезької республіки, і палац втратив свою функцію резиденції уряду, а його приміщення використовувалися як зали судів, офіси та архіви та цю роль він продовжував виконувати до 1975 року.
Нова реставраційна кампанія відбулася в перші десятиліття XX століття архітектором Орландо Гроссо. Його найважливіші втручання стосувалися фасадів на віа Томмазо Реджіо, де були виявлені лоджії абатів та інші залишки середньовічних будівель, які Ванноне покривав лінійним маньєристським фасадом, дотримуючись неомедієвістської політики, яка діяла в час, а також фасад на Пьяцца де Феррарі, який був повністю відремонтований і перефарбований.
У 1942 році будівля, під час одного з бомбардувань міста союзниками під час Другої світової війни була частково пошкоджена, зокрема між центральним корпусом і західним крилом.

## Сучасна епоха
На головному поверсі, так званому Пьяно нобілє, знаходяться розписані фресками зали Великої та Малої Ради (Maggior і Minor Consiglio), де відбуваються численні публічні заходи.
Палац Дожів був відреставрований у 1992 році з нагоди святкувань 500-річчя відкриття Америки генуезьким мореплавцем Христофором Колумбом.
Після реставрації палац був відкритий для відвідування і використовувався як музей і палац культури. З 8 лютого 2008 року палацом управляє «Фонд культури Генуї Палаццо Дукале». Окрім деяких комерційних заходів, тут періодично проводяться заходи, конференції та важливі художні виставки.
У липні 2001 року Палац приймав саміт G8.

## Галерея

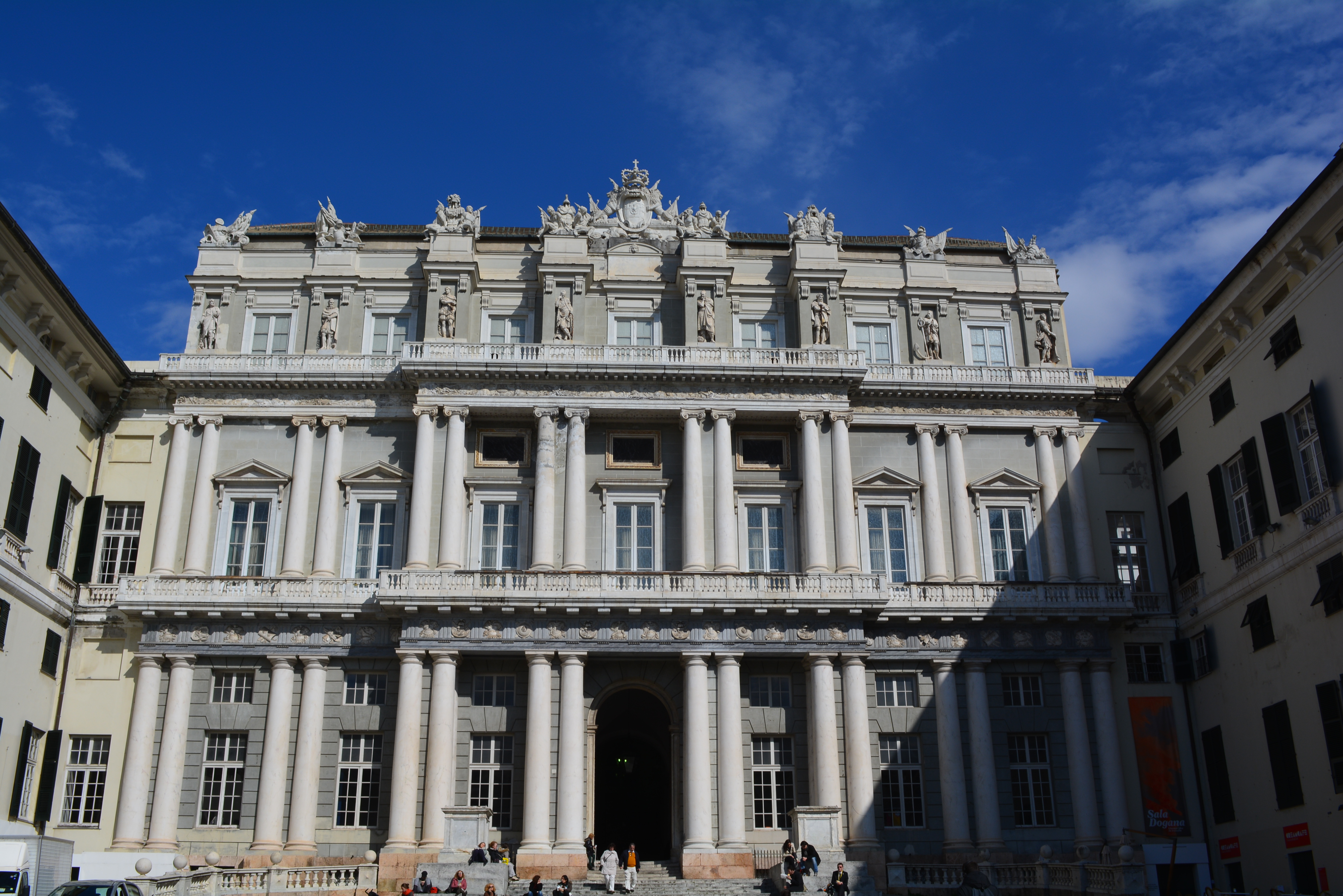
Неокласичний фасад на площі Умберто I
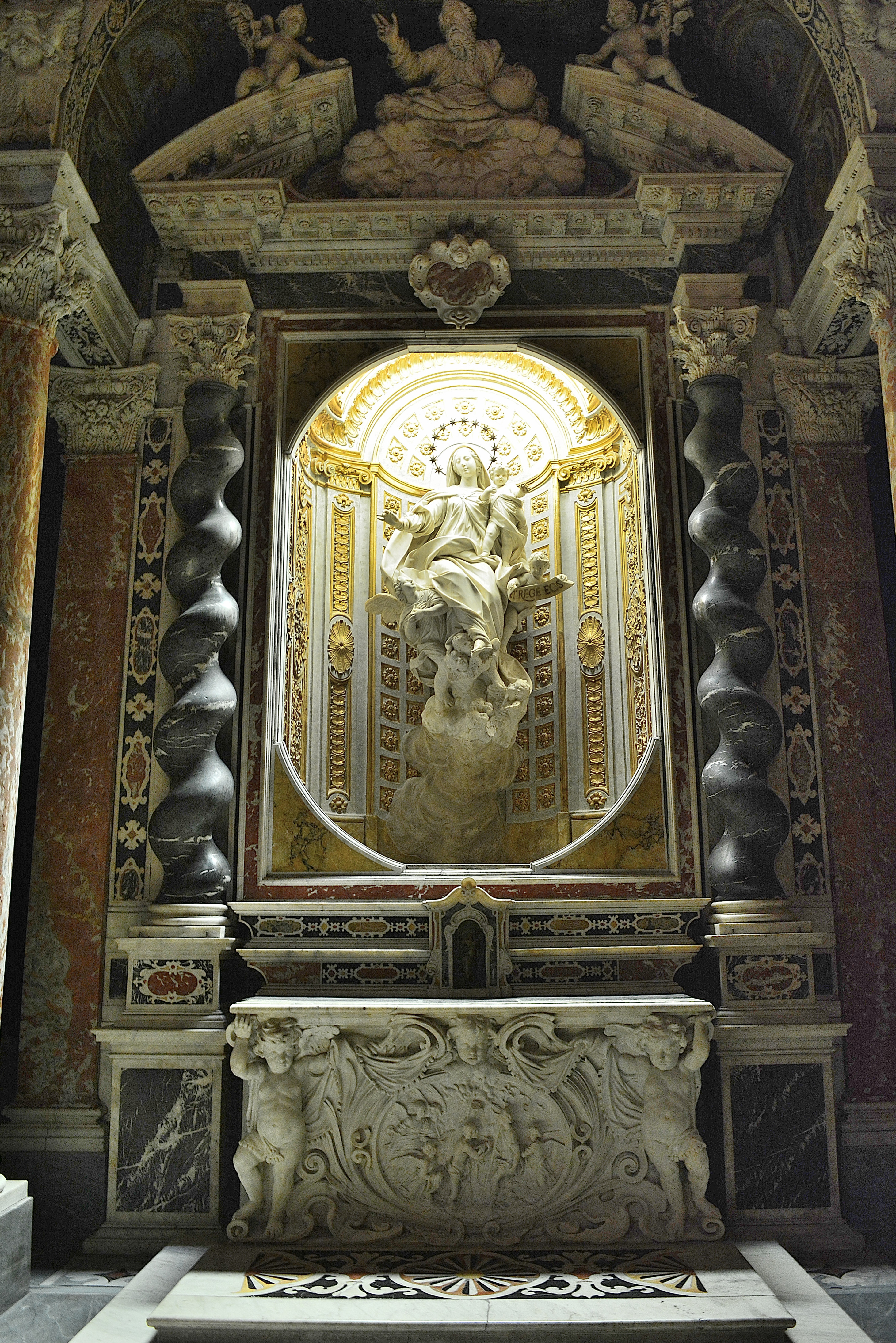
Вівтар каплиці Палацу
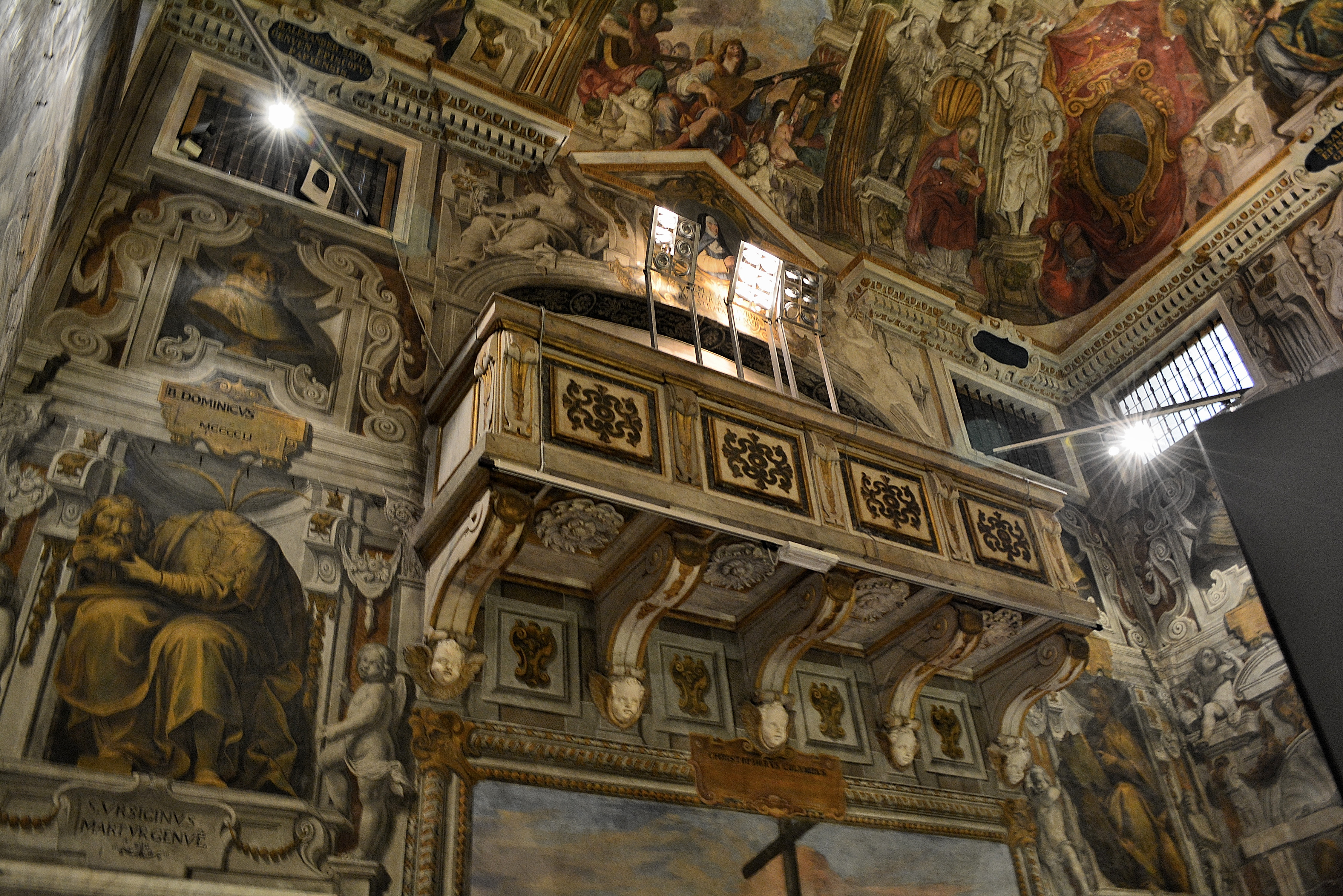
Каплиця палацу
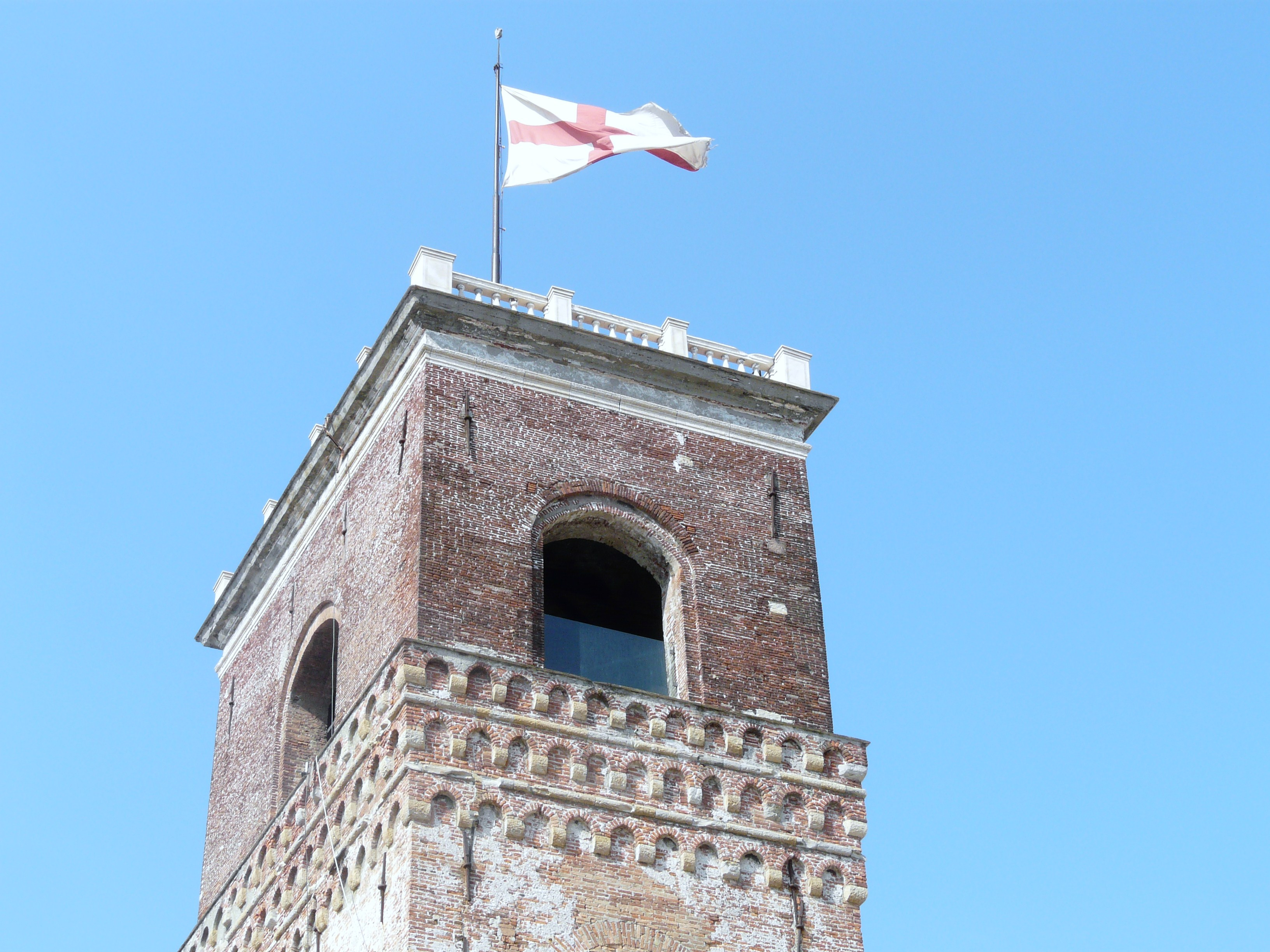
Вершина вежі Грімальдіна
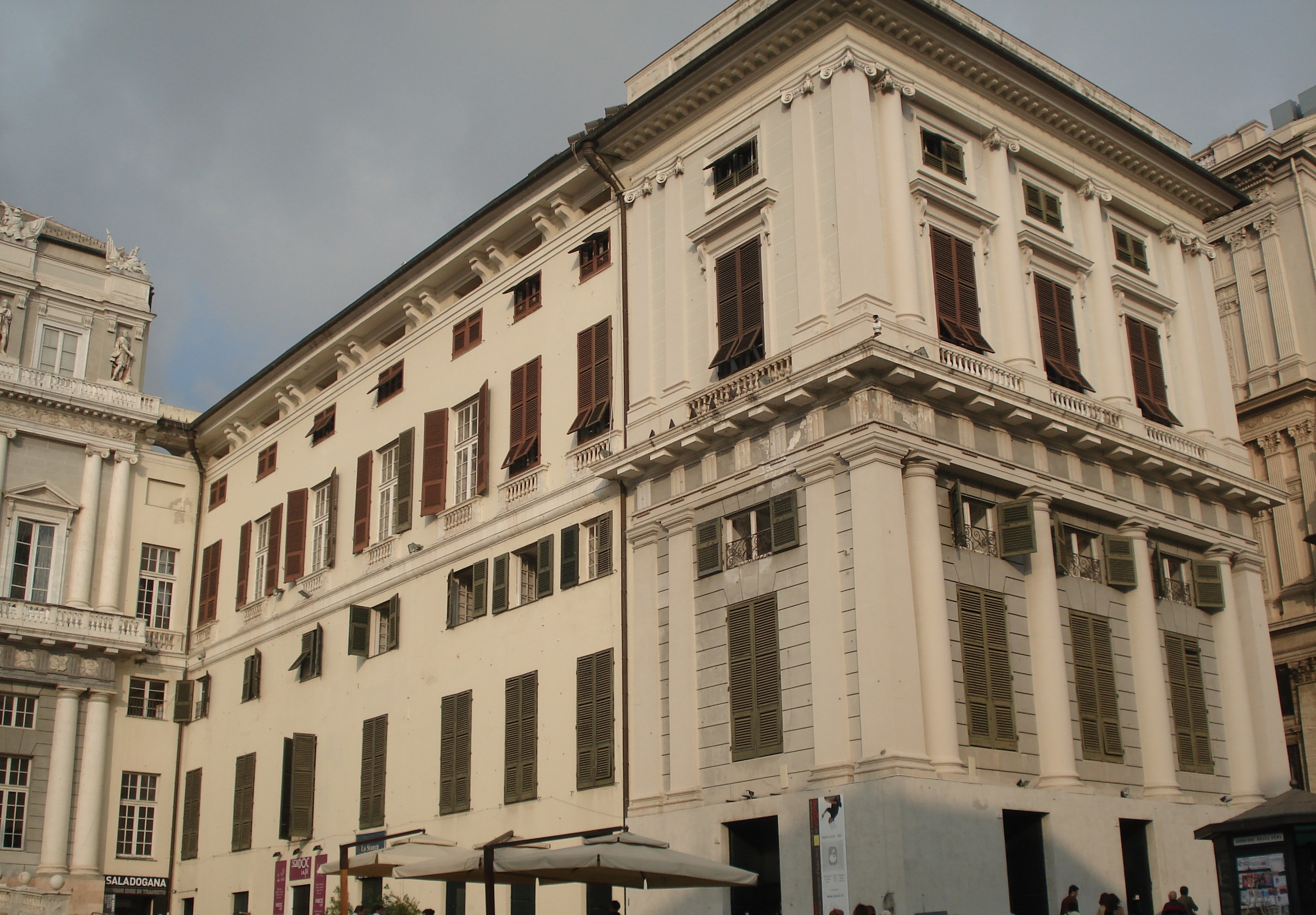
Східне крило палацу
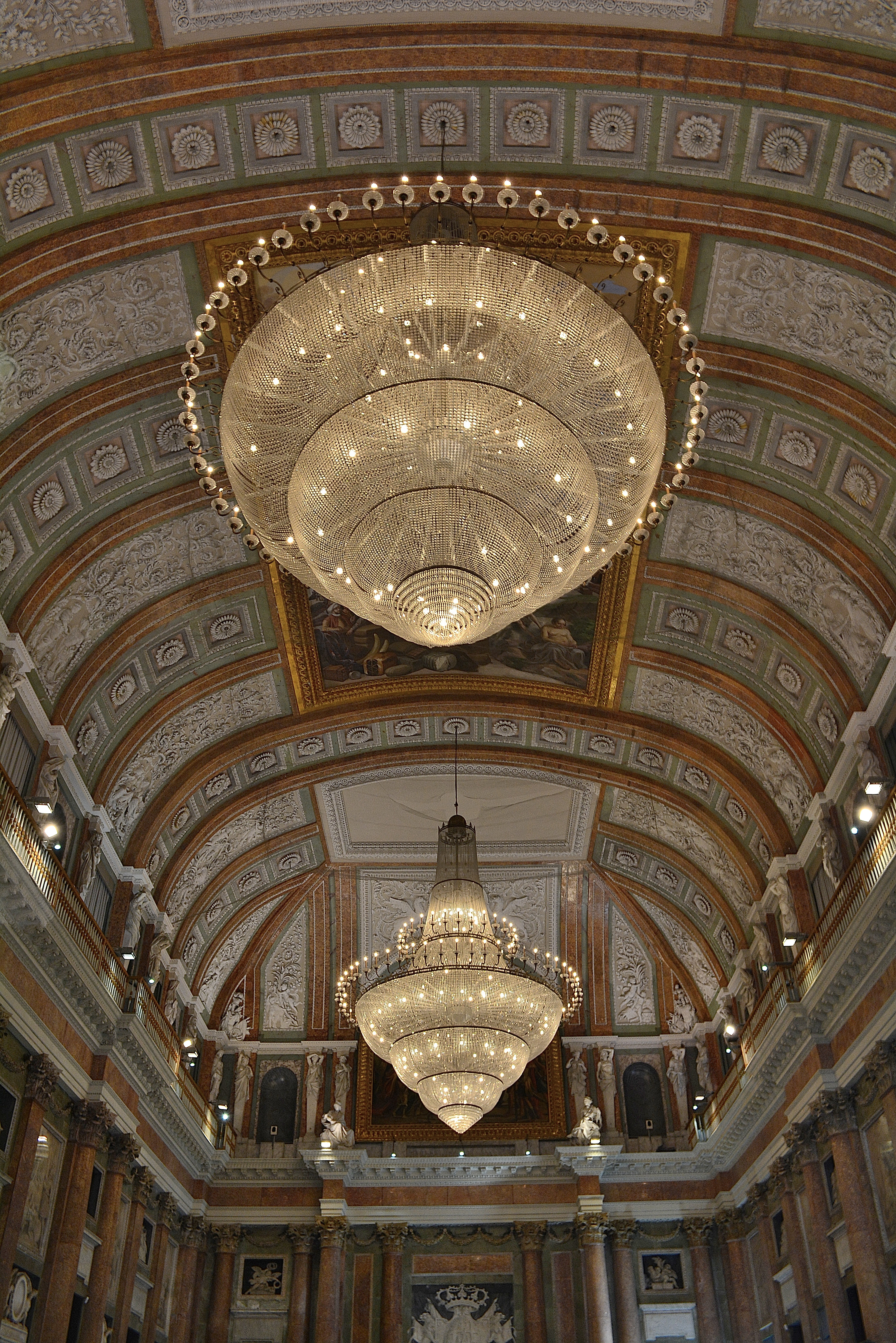
Склепіння залу Великої ради
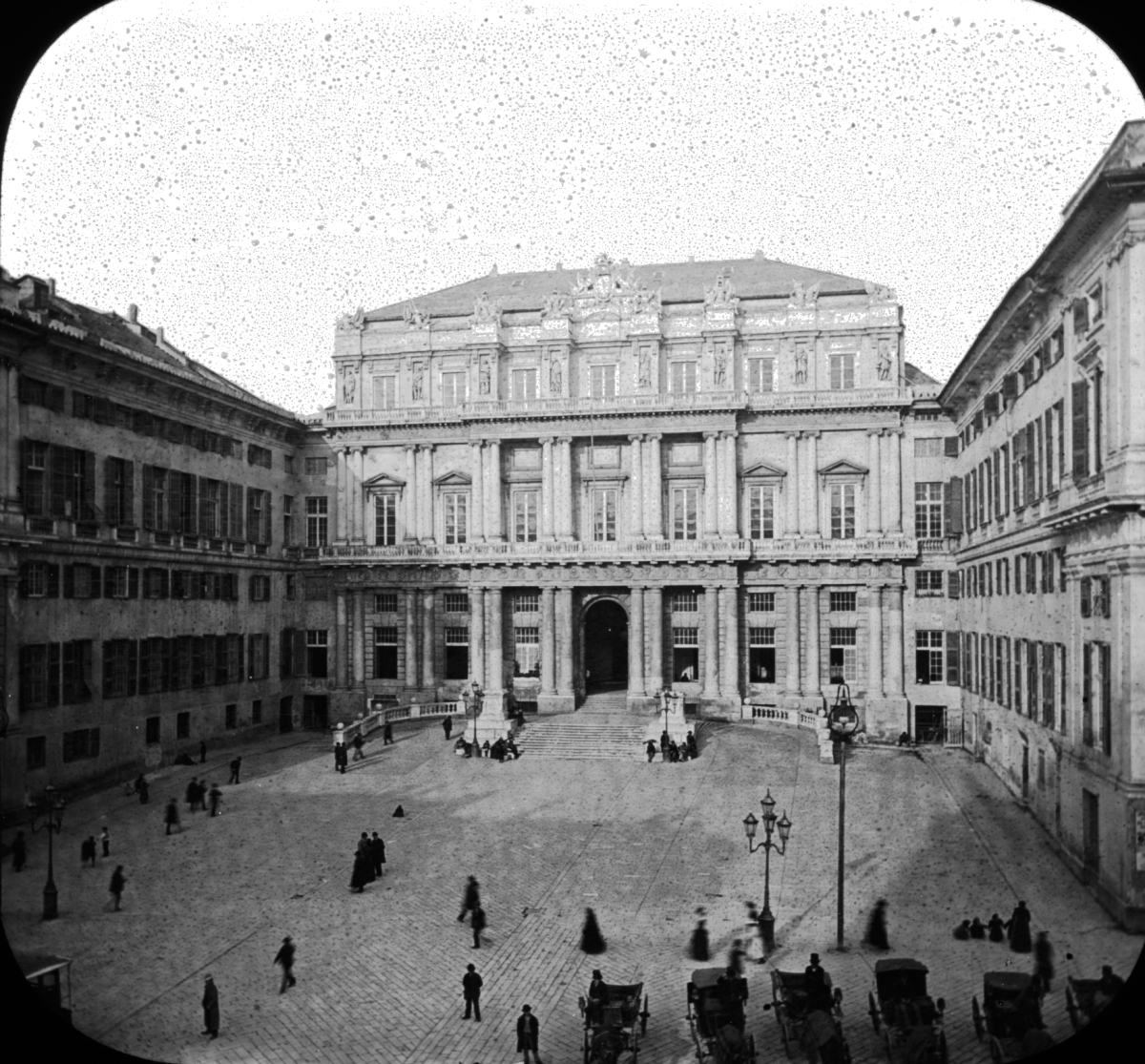
Палаццо Дукале. Фото з архіву Бруклінського музею
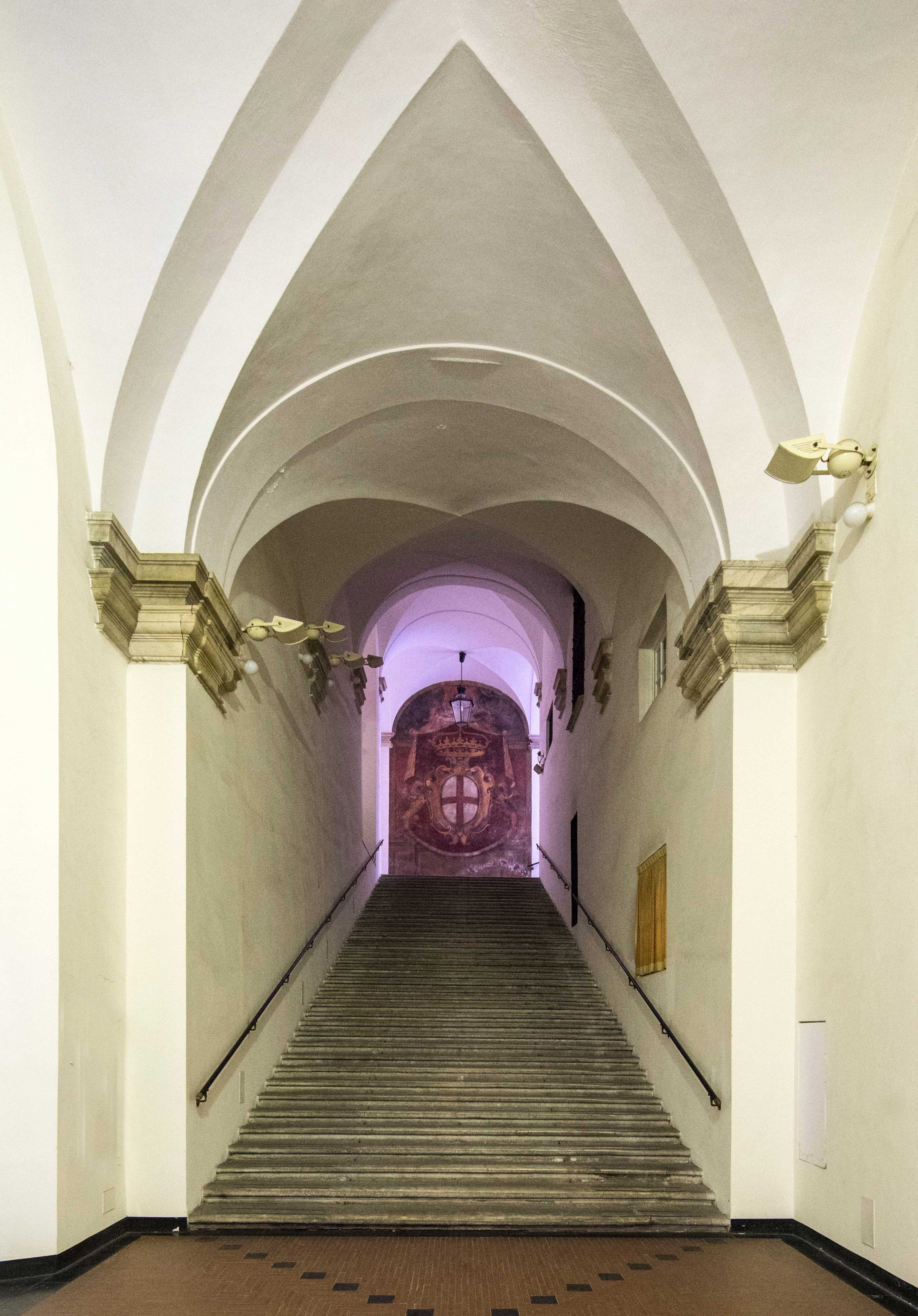
Сходи з гербом Республіки Генуя.
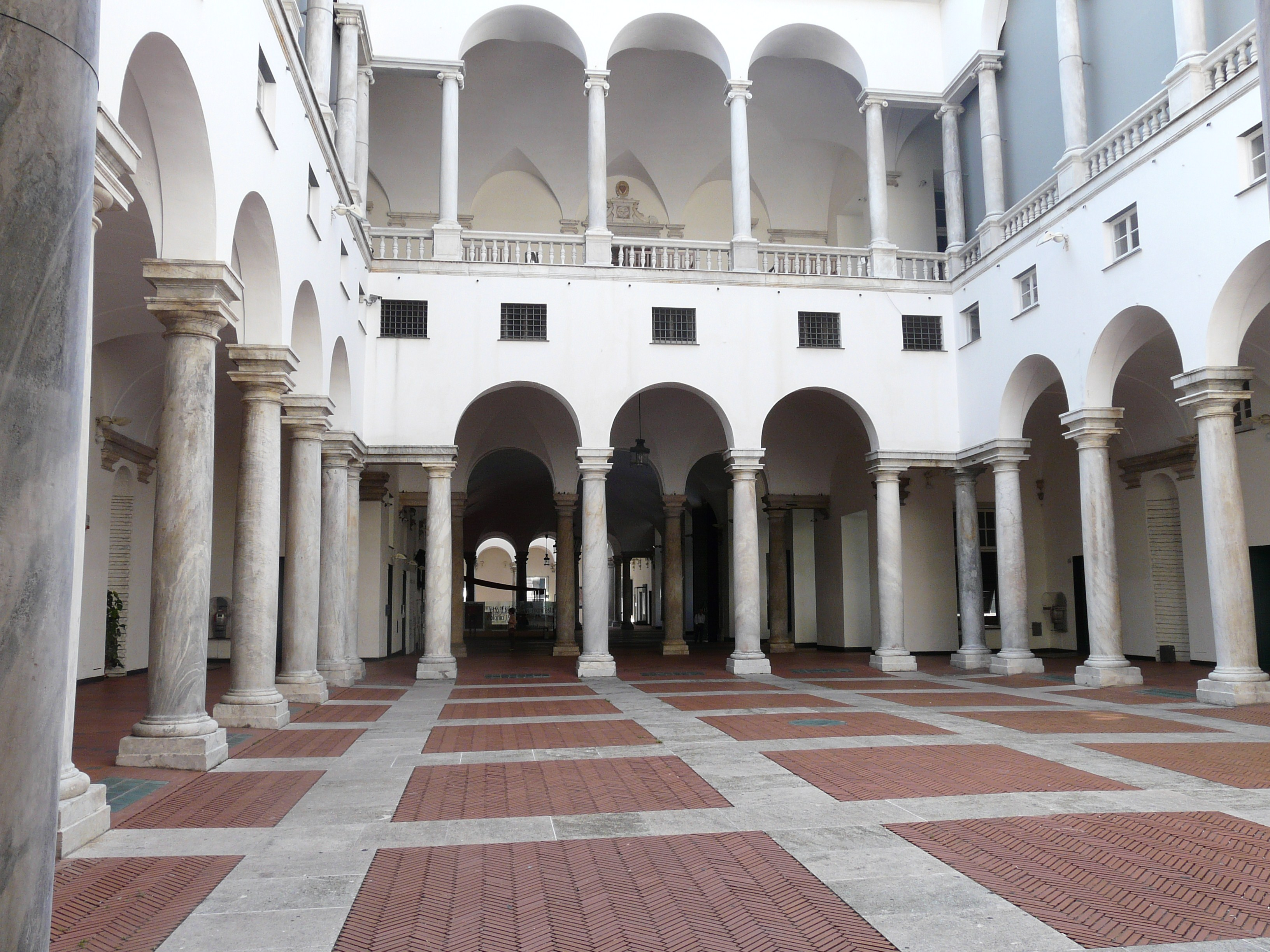
Головний двір палаца